# Polonijne Centrum Nauczycielskie
Polonijne Centrum Nauczycielskie w Lublinie (PCN) – instytucja oświatowa powołana przez Ministra Edukacji Narodowej w 1991 r. Z dniem 1 stycznia 2011 r., na mocy zarządzenia nr 35 Ministra Edukacji Narodowej z dnia 24 listopada 2010 r., Polonijne Centrum Nauczycielskie w Lublinie zostało włączone do Zespołu Szkół dla Dzieci Obywateli Polskich Czasowo Przebywających za Granicą z siedzibą w Warszawie. Utworzona w ten sposób instytucja nosi nazwę Ośrodek Rozwoju Polskiej Edukacji za Granicą (ORPEG). Polonijne Centrum Nauczycielskie ulokowane jest w Lublinie i stanowi część Ośrodka, którego główną siedzibą jest Warszawa.

## Zadania
Zadaniem Centrum jest merytoryczne i metodyczne wspomaganie nauczycieli spoza granic Rzeczypospolitej Polskiej, uczących języka polskiego i innych przedmiotów w języku polskim. PCN organizuje bezpłatne szkolenia kwalifikacyjne i doskonalące, zarówno w formie on-line jak i stacjonarnej. Odrębną formą aktywności są szkolenia dla repatriantów.